# Torpedó

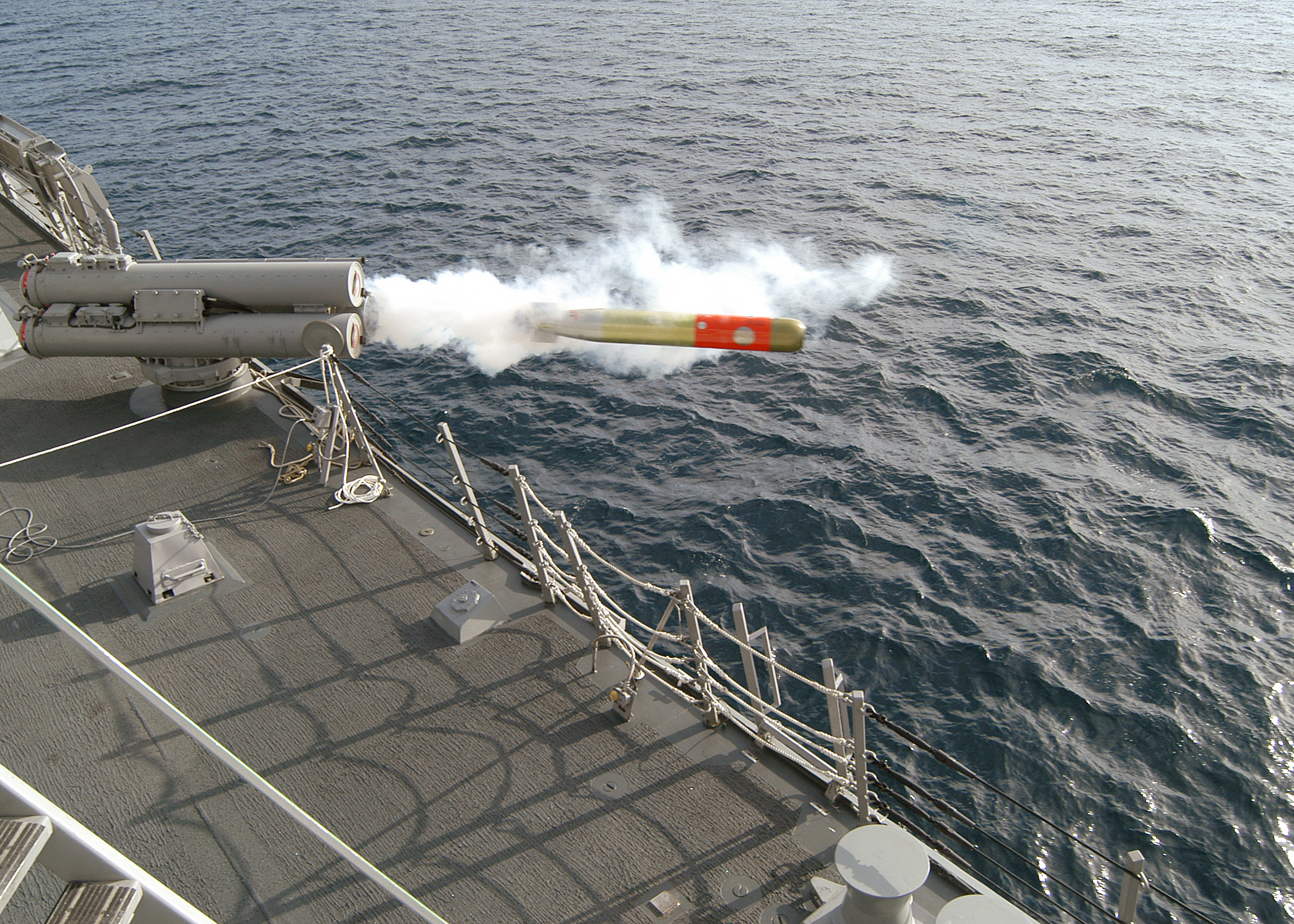
Egy Mark 32 Mod 15 Surface Vessel torpedóvető cső Mark 46 Mod 5 könnyű torpedót lő ki

A torpedó saját hajtással rendelkező, robbanófejjel ellátott fegyver, melyet vagy a víz felszíne fölött vagy a víz alatt indítanak, a vízben a céltárgy (általában hajó) felé halad és nekiütközve vagy közelébe érve felrobban.
A torpedókat tengeralattjárókról, felszíni hajókról, helikopterekről, merevszárnyú repülőgépekről, személyzet nélküli tengeri aknákról és tengeri erődökből is lehet indítani. A torpedók más fegyverekkel kapcsolatban is használhatók; az amerikai Mark 46 torpedó lesz az ASROC (tengeralattjáró elhárító rakéta) robbanófeje is és a CAPTOR akna vízalatti érzékelőket használ a torpedó indítására, ha ellenséget érzékel.
Amikor a korszerű csatahajók kialakultak, a tengeri csaták nagy ágyúkkal felszerelt, páncélozott hajók között zajlottak. A torpedókkal azonban a nagy hajók leküzdéséhez kis torpedónaszádok, tengeralattjárók és repülőgépek is elegendőek voltak.

## Nevének eredete
A torpedó név az elektromosrája-alakúak rendjében, a zsibbasztórája-félék családjában található Torpedo nemről származik, mely név pedig a latin „torpere” igéből ered (torpere=elkábítani). Azonban semmi fizikai hasonlóság nincs a rája és a mechanikus torpedó között. A haditengerészetben a torpedó nevet Robert Fulton adta annak a vontatott puskaporos robbanó szerkezetnek, amelyet a Nautilus nevű tengeralattjárója használt annak bemutatására, hogy képes hadihajókat elsüllyeszteni.

## Története
A saját hajtással rendelkező tengeri torpedó feltalálása előtt a „torpedó” kifejezést egy sor különböző robbanószerkezetre használták általában azért, hogy titokban tartsák a működésüket, ezeket ma szárazföldi aknának vagy tengeri aknának hívják. A helikopterhez hasonlóan a torpedót sokkal korábban kigondolták, minthogy gyakorlati megvalósításukra sor került volna. A legkorábbi ismert leírás egy olyan szerkezetről, melyet torpedónak lehetne nevezni, a szíriai Hassan al-Rammah munkájában található 1275-ből. Ebben illusztrációk láthatók egy rakétahajtású eszközről, mely a víz felszínén haladt volna.

### Korai „torpedók”
A Turtle tengeralattjáró volt az első, mely Fulton torpedójához igen hasonló robbanóeszközt használt a támadáshoz, bár akkor ezt a szerkezetet még nem hívták torpedónak. A Turtle lemerült egy brit hajó alá, hogy bombát erősítsen az oldalához. A bombának időzítve kellett volna felrobbannia, valószínűleg egy óramű segítségével. Egyetlen feljegyzett támadása alkalmával a Turtle-nek nem sikerült kilyukasztani a HMS Eagle oldalát, mely rézlemezekkel volt védve a faszerkezetekre veszélyes kagylók ellen.
A „torpedó” kifejezést először Robert Fulton amerikai feltaláló használta egy tengerészeti robbanó szerkezetre. 1800-ban Fulton vízre bocsátotta a Nautilus tengeralattjárót, és bemutatta, hogyan tud támadni egy úszó robbanó töltettel, melyet Fulton torpedónak nevezett. A tengeralattjáró a torpedót az ellenséges hajó alá vontatta, és nekiütköztette. Fulton sikeresen felrobbantotta a céltárgyakat mind Franciaországban, mind Angliában, de egyik kormánynak sem akaródzott megvásárolni a hajót, így Fulton 1805-ben felhagyott további kísérleteivel.
Az amerikai polgárháború idején a „torpedó” kifejezést a vízi érintő aknára alkalmazták, melyet a víz felszínén vagy a víz alatt tartott egy levegővel töltött palack vagy hasonló alkalmatosság. (Amikor megjelentek a saját hajtással rendelkező torpedók, akkor „álló torpedónak”, majd később „aknának” nevezték.)
Többféle torpedót készített elsősorban a konföderáció, amely sok tradicionális harci eljárásnál teljes kudarcot vallott.
A polgárháború „torpedói” szabadon úsztak a víz felszínén vagy a tengerfenékhez voltak horgonyozva egy súllyal és kötéllel, melynek hosszát úgy szabták meg, hogy az aknát éppen a felszín alatt tartsa. Akkor robbantak fel, ha egy hajó nekiütközött, vagy egy kis késleltetéssel, de igen megbízhatatlanok voltak. Ugyanolyan veszélyesek voltak a Konföderáció hajóira, mint az Unióéira. Néha zászlókkal jelölték meg, amelyeket eltávolítottak, ha uniós támadás volt várható. A Konföderáció által elaknásított folyókat az unionisták gyakran a flotta előtt haladó kis csónakokon ülő konföderációs hadifoglyokkal tisztították meg, akik ismerték az aknák helyét.
A „torpedókat” (aknákat) elektromos úton is fel tudta robbantani egy, a parton elhelyezett katona, így a baráti hajókat vagy a kis fontosságú ellenséges hajókat el lehetett engedni és várni lehetett, míg elhalad felette a zsíros falat. A konföderációt azonban megbénította a krónikus anyaghiány, többek között a platina és rézhuzal és a galvánelemekhez szükséges sav hiánya. Az elektromosság új technika volt és kevéssé ismerték, hogy az egyenáram korlátozta a huzal hosszát, ezért néha a lecsökkent feszültség nem volt elegendő a telepektől túlságosan távolra telepített torpedó felrobbantásához. Matthew F. Maury, aki korábban parancsnokként szolgált a konföderációs flottánál dolgozott a vízalatti elektromos akna fejlesztésén.
1864-ben a polgárháború Mobile-öbölbeli csatája során a David Farragut vezette flotta egyik páncélos hajója, a USS Tecumseh víz alatti aknára futott és elsüllyedt. A többi hajó megállt, mert féltek a további torpedóktól. Farragut akkor elkiáltotta magát: „Fenébe a torpedókkal, teljes gőzzel előre”.
Az első torpedó, melyet célzott támadásra terveztek, a rúdtorpedó volt, ez egy robbanó szerkezet, melyet egy körülbelül 12 m hosszú rúd végére erősítettek és a víz alatt a támadó hajó orrából az ellenséges hajó felé irányították. Amikor a rúdra erősített töltet elérte az ellenséges hajó testét, felrobbantották, ez a vízvonal alatt lyukat ütött a hajótesten. Rúdtorpedókat a konföderációs tengeralattjárók és torpedónaszádok használtak, azonban ezek a torpedók ugyanolyan veszteséget tudtak okozni kezelőiknek, mint a célpontjaiknak.

### Bombák és csapdák

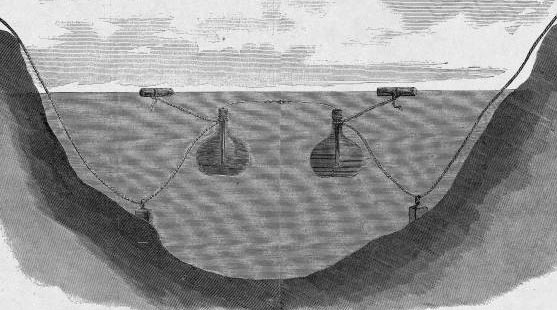
Illusztráció a folyó fenekéhez horgonyzott torpedókról. (Ezek a modern vízi aknák elődei)

A polgárháború alatt a „torpedó” szót egy sereg különböző típusú bombára és csapdára is használták. Gabriel Rains konföderációs tábornok „sub-terra lövedékeket” vagy „földi torpedókat” alkalmazott, ezek tüzérségi lövedékek voltak nyomásra érzékeny gyutacsokkal ellátva, melyeket elástak az utakon a visszavonuló konföderációs csapatok mögött, hogy késleltessék az üldözőiket. Ezek voltak a korszerű taposóaknák előfutárai. Az uniós tábornokok kollektíven elítélték ezt a hadviselést.
A John Maxwell, a Konföderáció titkos ügynöke 1864. augusztus 9-én óramű segítségével robbantott fel egy nagy „horológikus torpedót” (időzített bombát). A bombát egy „gyertyák” feliratú ládában rejtette el és egy uszály fedélzetén helyezte el, mely az Unió számára lőszert szállított (20 000-30 000 tüzérségi lövedéket és 75 000 kézifegyver töltényt). Az uszály a virginiai City Pointban volt kikötve a James River folyón. A robbanás több mint 2 millió dollár kárt okozott és megölt legalább 43 embert.
A szén-torpedó egy darab szénre hasonlító bomba volt, melyet az Unió hadihajóinak kazánjaiban elégetendő szénben rejtettek el. A bombát belapátolták a valódi szénnel együtt a tűzszekrénybe, ahol az felrobbant. Északon ezt az eszközt az újságok szén-torpedónak hívták, bár a Konföderáció szén-bombának nevezte.

### Önműködő torpedók
Az I. világháborútól kezdve a „torpedó” szót csak a víz alatt haladó, saját hajtással rendelkező robbanószerkezetekre használták.

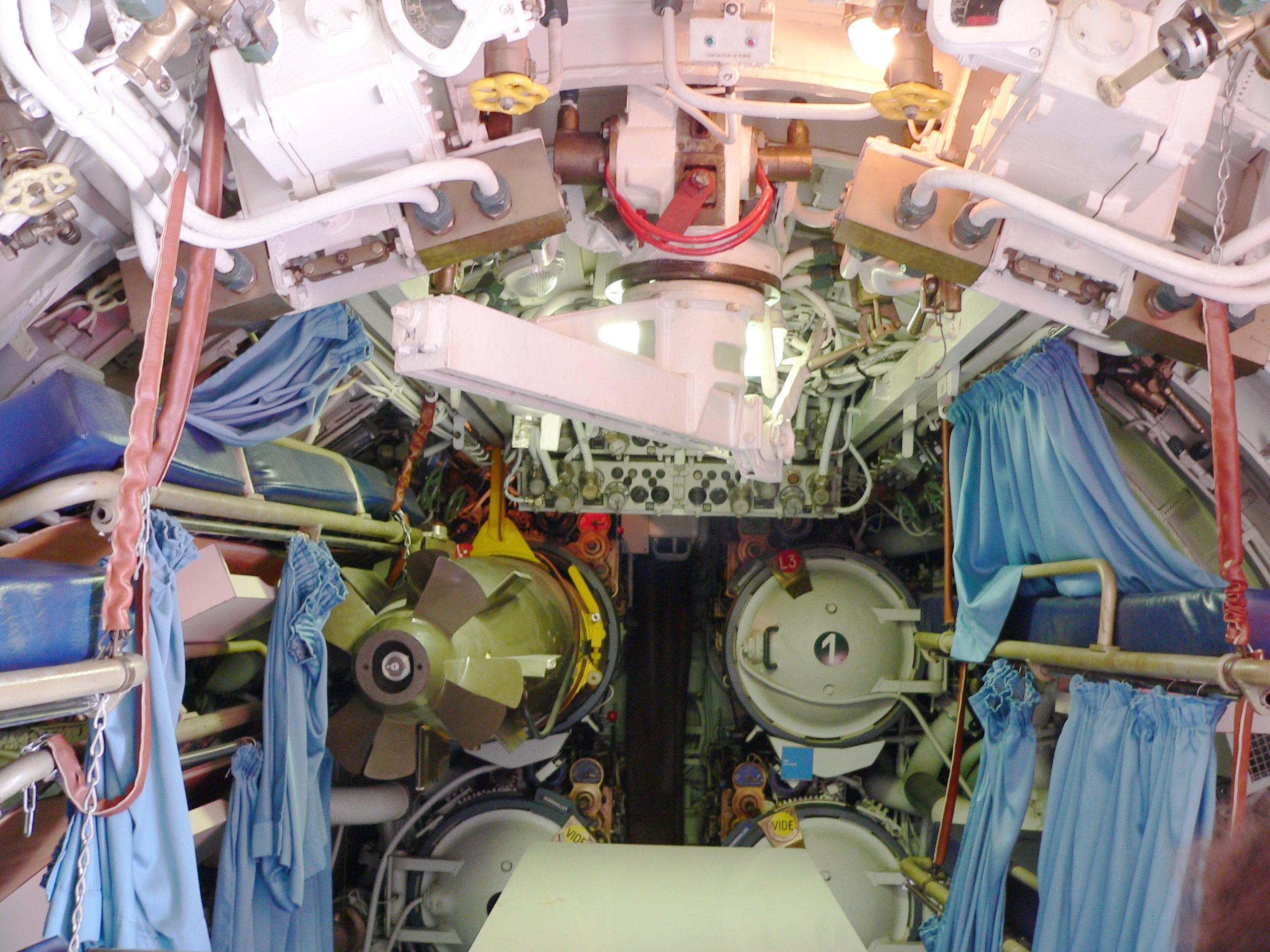
A hidegháborús francia Argonaute dízel tengeralattjáró torpedókamrája

Az első működőképes önálló hajtású torpedó, amelyről ismereteink vannak, egy fiumei osztrák-magyar haditengerészeti tiszt, Giovanni Luppis (Luppis János) találmánya, aki Robert Whitehead angol mérnök, fiumei gyárossal fejlesztette ki a ma is használatos torpedó első használható típusait. 1864-ben Luppis bemutatta Whiteheadnek a salvacoste (partvédő) terveit, amely egy kis csónakba helyezett robbanótöltetből állt. A csónakot rúgós működtetésű motor hajtotta, irányítani pedig a parttól a csónakig érő zsinórokkal lehetett. Szerződést kötöttek a találmány tökéletesítésére. Az eredeti ötlet nem volt a legmegfelelőbb, sem a hajtás módja, sem a huzalos vezérlés, sem a felszíni mozgatás nem volt elég hatékony, ezért két év fejlesztése alapján új szerkezetet dolgoztak ki. A végeredmény az akkor „haltorpedónak” nevezett szerkezet lett. 1866-ban kipróbálták az első példányt, melyet kéthengeres, sűrített levegővel működtetett dugattyús motor hajtott, sebessége elérte a 12 km/órát, hatótávolsága a 180 métert. A sűrített levegő kezdeti nyomása 25 bar (2 500 000 Pa) volt. (A források némileg ellentmondóak a részletek tekintetében.)
Az eredmény egy víz alatti fegyver lett, a Minenschiff, az első valóban működő önálló hajtással rendelkező torpedó, melyet a Császári Haditengerészeti bizottságnak 1866. december 21-én mutattak be. Luppis a továbbiakban nem vett részt a torpedó fejlesztésében, de munkája elismeréseként később magyar nemességet kapott. A további fejlesztéseket Whitehead egyedül végezte. Legfontosabb újítása a „titkos” mélységi szabályozó volt, mellyel a torpedó korábbi bizonytalan mozgását teljesen kiküszöbölte. Ez egy hidrosztatikus szelepből és ingából álló mechanizmus volt, amit úgy állítottak be, hogy tartsa az előre megszabott mélységet a farokfelületeken elhelyezett kormány segítségével.
Miután az osztrák-magyar hatóságok döntöttek a találmány támogatásáról, Whitehead Fiumében torpedógyárat alapított. 1870-ben a torpedó hatótávolságát különböző fejlesztésekkel 914 méterre növelte, és 1881-ig már tíz országba exportálta. A torpedó robbanótöltete lőgyapot (nitrocellulóz) volt. A folyamatos fejlesztés eredményeképp torpedói 1870-ben 33 km/ó, 1886-ban 45 km/ó, 1890-ben 55 km/ó sebességet értek el.
1877-ben a Brit Admiralitás 15 000 fontot fizetett bizonyos fejlesztésekért és 1891-ben új gyárat nyitott Portland közelében. A legnagyobb Whitehead torpedó átmérője 18 hüvelyk (457 mm), hossza 5,8 m volt, polírozott acélból vagy foszforbronzból készült 90 kg-os lőgyapot robbanótöltettel. Két ellentétesen forgó csavarját egy háromhengeres Brotherhood motor hajtotta, 9 MPa nyomású sűrített levegővel. A torpedó önműködően tartotta az irányát és a mélységet is.
Whiteheadnek szembe kellett néznie az amerikai John A. Howell alezredes konkurenciájával, az ő torpedóját lendkerék hajtotta, ezért egyszerűbb és olcsóbb volt. 1890-ben Whitehead megvásárolta a giroszkóp gyártási jogát Howelltől, hogy tökéletesebbé tegye a torpedó iránytartását, melyet az „ördög eszközének” kezdtek nevezni. Az első torpedónaszádot Sir John Isaac Thornycroft hajógyárában építették 1877-ben.
1877. január 16-án az orosz-török háborúban a török Intibah gőzhajó lett az első hajó, melyet saját hajtású torpedóval süllyesztettek el. A torpedót egy Sztyepan Oszipovics Makarov parancsnoksága alatt álló Velikij Knyaz Konsztantyin torpedó anyahajóról irányított torpedónaszádról indították. 1891. április 23-án a chilei polgárháború alatt a Blanco Encalada hajót süllyesztette el az Almirante Lynch torpedóval.
Ettől kezdve felismerték a torpedónaszád hatékonyságát, és védekezésképpen elkezdték építeni az első torpedónaszád-romboló hajókat (később egyszerűen: rombolókat). A körülbelül 1000 tonna vízkiszorítású ágyúnaszádokat is kezdték felszerelni torpedókkal, ezeket hívták torpedó-ágyúnaszádnak.
1897 körül Nikola Tesla szabadalmaztatott egy távirányítású csónakot, majd később bemutatta a rádióvezérlésű torpedók használhatóságát az amerikai katonáknak, de az ilyen eszközök iránt nem tanúsítottak érdeklődést egészen az 1960-as évekig.
Később a torpedókat célra vezetéses irányító rendszerrel szerelték fel.
A két világháború között a szoros költségvetések majdnem minden haditengerészettel rendelkező országban nem tették lehetővé a torpedóik kipróbálását. Ennek eredményeképpen csak Japán rendelkezett a második világháború kitörésekor megbízható torpedóval (93 típusú torpedó). A torpedók megbízhatatlansága volt a legnagyobb akadály a háború első éveiben a Csendes-óceánon közlekedő japán katonai és polgári hajók elleni küzdelemben. Az összes hadihajót felszerelték torpedóval.
Az akkori tengerészeti stratégia előírta a hadihajókról vagy tengeralattjárókról indított torpedók használatát az ellenséges hadihajók ellen. Az ellenség kereskedelmi hajóit tilos volt célba venni az érvényes háborús egyezmények szerint. Úgy tartották, hogy a torpedók hatástalanok a nagy hadihajók páncélzata ellen, ennek kiküszöbölésére adott egyik válasz az volt, hogy a torpedót a hajó alatt kell felrobbantani. Ezt az első világháború alatt alkalmazott mágneses aknák bizonyították: a hajó alatt bekövetkezett robbanás lökéshulláma jól terjedt a vízben és rendkívüli rombolóereje van. A torpedót a hajó alá irányították és a mágneses gyújtó a megadott pillanatban robbantotta fel a töltetet. Németország, Anglia és az Egyesült államok egymástól függetlenül készítették el saját eszközeiket, a német és amerikai torpedóknak azonban a mélységi szabályozóik nem működtek hiba nélkül, a mágneses gyújtószerkezet pedig mindegyik változatnál betegeskedett.
A hiba egyik oka az volt, hogy a földmágnesség időnként korai detonációt okozott. A Kriegsmarine és a Royal Navy gyorsan körülhatárolta és kiküszöbölte a hibát. Az Egyesült Államokban csak a csendes-óceáni háború huszonegyedik hónapjától kezdve állt rendelkezésre hibátlan torpedó.

## Hajtás

### Sűrített levegő
A Luppis-Whitehead torpedó, az 1866-ban elkészített első sikeres torpedó energiaforrása sűrített levegő volt. A légtartály kezdeti nyomása 2,55 MPa volt és egy dugattyús motort táplált, mely egyetlen csavart hajtott meg körülbelül 100 fordulat/perc fordulatszámmal. Ezzel körülbelül 180 m távolságot tudott megtenni 12 km/ó sebességgel. 1906-ban a Whitehead-torpedók már 1000 métert tettek meg 64 km/ó átlagsebességgel.
Tapasztalatok szerint nagyobb nyomás esetén a kitáguló gáz erős lehűlése jegesedési problémákat okozott (lásd adiabatikus kompresszió és expanzió.) Ezt azzal küszöbölték ki, hogy a levegőt tengervízzel melegítették a motorba való belépés előtt. Ezzel tovább növelték a teljesítményt, mert a hőközlés következtében a levegő tovább tágult.

### Fűtött torpedók
Ez a módszer vezetett arra a további elgondolásra, hogy folyékony tüzelőanyagot fecskendeztek be (például kerozint) a levegőbe és elégették azt. Ilyen módon a levegő tovább hevült és még jobban kitágult. Az ilyen torpedók 1904 körül jelentek meg.

### Nedves hevítés
További tökéletesítést jelentett az égőkamrának vízzel való hűtése. Ez nemcsak a hevítés problémáját oldotta meg azáltal, hogy több tüzelőanyagot lehetett elégetni, hanem további teljesítménynövelést tett lehetővé azzal, hogy nemcsak az égéstermékeket, hanem a fejlődő gőzt is bevezették a motorba. Az ilyen elven működő torpedókat nedves hevítőknek hívták, szemben a korábbi száraz hevítőkkel. Az I. és II. világháború legtöbb torpedója nedves hevítéssel működött.

### Sűrített oxigén
Az elégetett tüzelőanyag mennyiségét korlátozza a rendelkezésre álló oxigén mennyisége. Mivel a sűrített levegő csak körülbelül 21% oxigént tartalmaz, a japán mérnökök kifejlesztették a 93 típusú torpedót (beceneve: hosszú lándzsa) a rombolók számára az 1930-as években. Ez a torpedó oxigént használt sűrített levegő helyett és ezzel a II. világháborúban páratlan teljesítményt ért el.

### Gőz
A sűrített levegős torpedó egyik leszármazottja a gőzhajtású torpedó volt. Az angol Vickers Ltd fejlesztette ki, és ebben alkoholt (először etil-alkoholt, később metil-alkoholt) kevertek sűrített levegővel az égőkamrában gőzt fejlesztve. Ez megnövelte a sebességet, de látható nyomot hagyott maga után.

### Huzalhajtás
A Brennan torpedóban két kötéldob helyezkedett el. Egy, a parton elhelyezett gőzzel hajtott szerkezet csavarta a huzalokat, melyek forgatták a kötéldobokat és rajtuk keresztül hajtották a csavarokat. Ilyen rendszer használt a brit partvédelem az anyaországban és a gyarmatokon 1887 és 1903 között. A torpedó sebessége 46 km/ó volt, hatótávolsága több, mint 2400 m.

### Lendkerék
Az amerikai haditengerészet által a 19. század végén használt Howell torpedóban egy súlyos lendkerék volt, melyet fel kellett pörgetni indítás előtt. 365 m-re tudott eljutni 46 km/ó sebességgel. A Howell torpedó előnye az volt, hogy nem hagyott maga után nyomot vagy buborékokat, mint a sűrített levegős torpedók. Ez kevesebb esélyt adott a célbavett hajónak arra, hogy felfedezze a torpedót és kitérjen előle, és a támadó hajó helyzetét is nehezebb volt felismerni.

### Villamos hajtás
A villamos hajtás esetén ugyancsak nincs a torpedónak nyoma. John Ericsson talált fel egy villamos hajtású torpedót 1873-ban. Ez kábelen keresztül kapta az áramot külső áramforrásból, mivel akkortájt a telepek kapacitása nem volt elégséges.
Az első telepekkel hajtott torpedót, a G7e típusjelzésűt Németország vezette be röviddel a II. világháború előtt. Ez rövidebb volt és kisebb volt a hatótávolsága, mint a konvencionális G7a-nak, de nyomot nem hagyott maga után és sokkal olcsóbb volt. Ólomakkumulátorai ütésre érzékenyek voltak, gyakori karbantartást igényeltek indítás előtt és előhűtést igényeltek az optimális teljesítmény szolgáltatásához.
A kísérleti G7ep, amely a G7e javított változata volt, galvánelemekkel működött. A korszerű elektromos torpedók (például a Mark 24 Tigerfish vagy a DM2 sorozat) általában ezüstoxid telepeket használnak; ezek nem igényelnek karbantartást, lehetővé teszik a torpedók tárolását több éven keresztül anélkül, hogy veszítenének teljesítményükből.

### Korszerű hajtások
A korszerű torpedók egész sor hajtásrendszert használnak. Ezek közé tartozik a gázturbinás hajtás (az angol Spearfish torpedó), egyesített hajtóanyagokat (monopropellant) és kénhexafluorid gázt szilárd lítiumra porlasztanak. Néhány torpedó, így az orosz VA–111 Skval vagy a német Barracuda a szuperkavitáció jelenségét használja fel ahhoz, hogy a sebességét 370 km/ó-ra növelje. Érdemes ezt a sebességet összevetni a Mark 46 torpedó 52 km/ó sebességével.

## Torpedók osztályozása és átmérője
A torpedókat különbözőképpen lehet indítani:
- Torpedóvető csőből, ez lehet egy forgatható állványra szerelve (mint általában a rombolókon) vagy egy felszíni hajón vízvonala fölött vagy alatt mereven beépítve (mint cirkálókon, csatahajókon és kisegítő felfegyverzett kereskedelmi hajókon vagy tengeralattjárókon.
- Néhány torpedónaszád, mint például a II. világháborús amerikai PT naszádok a fedélzetre szerelt kivetőszerkezetből egyszerűen a gravitáció segítségével vízbe ejtették a légi torpedóikat.
- Alacsonyan szálló repülőgépekről és helikopterekről.
- Rakéták vagy torlósugárhajtású fegyverek utolsó fokozataként.

Több haditengerészetnél kétféle súlyú torpedó van:
- Könnyű torpedó, melyet elsősorban közeli támadáshoz szánnak különösen repülőgépekről indítva.
- Nehéz torpedó, elsődlegesen távoli támadásra szánva, különösen lemerült tengeralattjárókból indítva.

Az osztályozás másik szempontja a torpedó átmérője. Ez a fedélzeti indítóberendezés méreteihez kell igazodjon. A hossz és a súly szintén meghatározzák az indítóberendezéssel való kompatibilitást. Repülőgépről indított torpedóknál a leglényegesebb a súly és a felfüggesztési pontok szerkezete és elhelyezése. A rakétaindítású torpedókat rendszerint együtt tervezik az egész rakétarendszerrel, ezeket más indításnál felhasználni nem lehet. A repülőgépről indított rakétákat esetenként fedélzetről vagy kivetőcsőből indított torpedókból alakítják ki, és van olyan kivetőcső, melyből eredetileg légi indításra tervezett rakétákat is ki lehet lőni.
A leggyakrabban használt átmérők növekvő sorrendben:
- 12,75 hüvelyk (körülbelül 324 mm) a könnyű torpedók leggyakoribb átmérője.
- 406 mm (16 hüvelyk) a legelső szovjet speciális torpedók átmérője. Ilyen torpedókkal szerelték fel a szovjet Hotel-osztályú, Echo-osztályú és az első Delta-osztályú tengeralattjárókat gyakran 21 hüvelykes torpedókkal vegyesen.
- 450 mm (17.7 hüvelyk) volt a Császári Japán Flotta szabványos torpedóinak átmérője.Ugyancsak széleskörűen használta a II. világháború alatt az olasz flotta (Regia Marina). Ezt a torpedót használták a torpedóbombázók. Az angolszász irodalom néha 18 hüvelykes torpedóknak is hívta ezeket.
- 533 mm (21 hüvelyk) a leggyakrabban használt nehéz torpedók átmérője:
  - A szövetségesek torpedói a II. világháborúban.
  - A Császári Japán Flotta néhány torpedója.
  - A Kriegsmarine egyes torpedói.
  - A NATO torpedói.
  - Néhány orosz és szovjet torpedó, beleértve a mai ASW modelleket is.
- 610 mm (24 hüvelyk) torpedókat a Császári Japán Flotta használt, legismertebb a fedélzetről indított 93 típusú torpedó valamint néhány Kaiten típusú kamikaze torpedó.
- 650 mm (körülbelül 25,6 hüvelyk) az orosz haditengerészet legnagyobb átmérőjű torpedói. (65 típusú torpedó). Olyan eszközöket készítettek, melyek segítségével a 650 mm átmérőjű torpedóvető csövekből 533 mm-es torpedókat is ki lehet lőni.

Néhány atomtengeralattjárón még ezeknél is nagyobb, 660 mm (26 hüvelyk), 762 mm (30 hüvelyk) és 916 mm (körülbelül 36 hüvelyk) átmérőjű torpedókat is alkalmaznak. Ezeket a kilövő csöveket úgy tervezték, hogy alkalmasak legyenek olyan nagyátmérőjű lövedékek indítására, mint robotrepülőgépek és szabványos 21 hüvelykes nehéz torpedók.

## Irányítás és taktika
Az első irányított torpedó a viktoriánus idők Brennan torpedója volt, melyet ellentétes forgásirányú csavarjai fordulatszámának változtatásával lehetett kormányozni. Mindazonáltal a Brennan torpedó jelentős infrastruktúrát igényelt és alkalmatlan volt arra, hogy hajók fedélzetéről indítsák. Ennélfogva az irányított torpedók először csak abban az értelemben voltak irányítottak, hogy vezérlésük az előre beállított egyenes vonalú pályától való eltéréseket korrigálta giroszkóp segítségével. Ennélfogva az ilyen torpedókat a torpedónaszádok, torpedóvető repülőgépek és kis tengeralattjárók igyekeztek az utolsó lehetséges pillanatban indítani, hogy ne legyen lehetősége a célhajónak kitérni a torpedó elől, ami igen veszélyes művelet volt, mert egész idő alatt ellenséges tűzben manővereztek.
A nagyobb hajókon és tengeralattjárókon a tűzvezetési „számítógépek” nagyobb szabadságot adnak a támadóknak. Eleinte nyomtatott táblázatokkal és speciális logarlécekkel lehetett meghatározni a megfelelő lőelemeket a célhajó sebessége, távolsága, haladási iránya, valamint a támadó hajó sebessége, haladási iránya és a torpedó paramétereinek ismeretében. A II. világháború folyamán mindegyik harcoló haditengerészet automatikusan működő számítógépeket fejlesztett ki (például az USA-ban a Torpedo Data Computer-t), bár a tengeralattjárók parancsnokaitól továbbra is elvárták, hogy képesek legyenek a megoldást a korábbi kézi módszerekkel is megtalálni arra az esetre, ha az automatikus számítási eszközök elromlanának.
Nagyon értékes célpontok vagy több célpont ellen az egyedül harcoló tengeralattjárók több torpedót is ki tudtak lőni egyidejűleg, hogy a találati valószínűséget növeljék. Torpedónaszád csoportok egyidejűleg támadtak és több torpedót lőttek ki a megsemmisítendő céltárgy útvonala felé legyezőszerűen szétszórva. Az ilyen támadás ellen a védekezés: 90°-os fordulat és lehető legnagyobb sebességgel eltávolodni a támadó hajóktól, arra számítva, hogy a rövid hatótávolságú torpedók üzemanyaga előbb merül ki, minthogy elérjék a céltárgyat. A másik bevált taktika az, hogy torpedótámadás esetén a megtámadott hajó szembefordul a támadóval és folyamatosan tüzel rá. Az alapgondolata ennek a manővernek az, hogy minimalizálja a torpedó felé mutatott felületét és ugyanakkor agresszíven leköti a támadót.
Az egyidejűleg több torpedó kilövése egyetlen célpontra jelentősen csökkenti a tengeralattjáró bevetésének időtartamát és járőrözési képességét. Ez lényegesen megjavítható, ha a torpedó biztosan célba talál, vagyis ha a torpedó irányítható. Az irányított torpedók aktív vagy passzív vezérléssel vagy a két rendszer vegyítésével, félaktív vezérléssel gyárthatók. A passzív akusztikus torpedókat a céltárgy által kibocsátott jel, általában a zaj vezeti a célra. Aktív akusztikus torpedókat a torpedóról vagy a kibocsátó hajóról származó kiadott szignál vagy „ping” visszaverődése vezeti célra, ennek az a hátránya, hogy a szignált az ellensége is érzékelheti, a torpedó nem marad észrevétlen. Félaktív vezérlésnél a torpedót a célpont utolsó ismert vagy számított pozíciója felé indítják, majd a cél közelébe érve akusztikusan megvilágítja a céltárgyat. A régi fejlesztésű akusztikus torpedók nagy hátránya volt, hogy ha a megtámadott észlelte, hogy ilyen torpedó közeledik feléje, kikapcsolta a zajforrásait és ilyenkor a torpedó visszafordult és a saját hajót vette célba.
A torpedókat a tüzelj és felejtsd el elv szerint lehet alkalmazni vagy a kilövést végrehajtó hajóról lehet irányítani. A II. világháború alatt az Egyesült Államok FHSS rádiótávirányítású torpedókkal kísérletezett azonos pár lyukkártyákat használva, hasonlókat a gépzongorákéhoz. A korszerű torpedók köldökzsinórt használnak. Ennek az a legnagyobb előnye, hogy a köldökzsinóron keresztül táplált hajtóenergia sokkal nagyobb, mint amekkorát akár a legnagyobb torpedón belül lehet fejleszteni. A Mark 48 torpedót sokféle módon lehet alkalmazni megnövelve ezzel az eszköz taktikai rugalmasságát.
A hajók keltette akusztikus jel nem az egyetlen emisszió, amit egy hajó kibocsát. Az amerikai szuper repülőgéphordozók leküzdésére a Szovjetunióban kifejlesztették az 53-65 típusú nyomvezérlésű torpedót. Ez a torpedó, miután megtalálta a célhajó nyomvizét, irányába fordul és így közelíti meg.

## A különböző államok torpedói

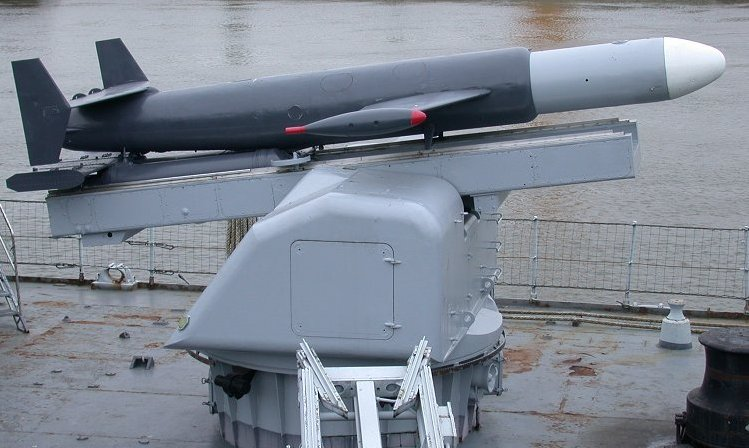
Malafon torpedós rakéta, az 1960-as évekből.

### Német flotta
Mai német haditengerészet:
- DM2A4 nehéz torpedó
- DM2A3 nehéz torpedó
- MU 90 könnyű torpedó
- Mark 46 torpedó
- Barracuda szuperkavitációs torpedó

A II. világháború alatt a Kriegsmarine által használt torpedók:
- G7a (T1)
- G7e (T2)
- G7e (T3)
- T-4 (Falke)
- G7-es (Zaunkönig)
- T11

### Japán Császári flotta
A II. világháború alatt használt torpedók:
- 91 típusú torpedó
- 92 típusú torpedó
- 93 típusú torpedó
- 95 típusú torpedó
- 97 típusú torpedó
- Kaiten

### Indiai Haditengerészet
- Fejlett kísérleti torpedó (Advanced Experimental Torpedo) (könnyű torpedó)
- Varunastra (nehéz kábelvezérlésű torpedó)
- Takshak (termál torpedó)

### Brit királyi haditengerészet
- Spearfish torpedó
- Stingray torpedó
- Mark 24 Tigerfish torpedó

### Orosz flotta
- 53 típusú torpedó
- 65 típusú torpedó
- APR-3E torpedó
- VA-111 Skval torpedó

### U.S. Haditengerészet
A négy legfontosabb torpedó:
- Mark 46 könnyű torpedó
- Mark 48 nehéz torpedó
- Mark 50 fejlett könnyű torpedó
- Mark 54 LHT hibrid torpedó

## Képtár

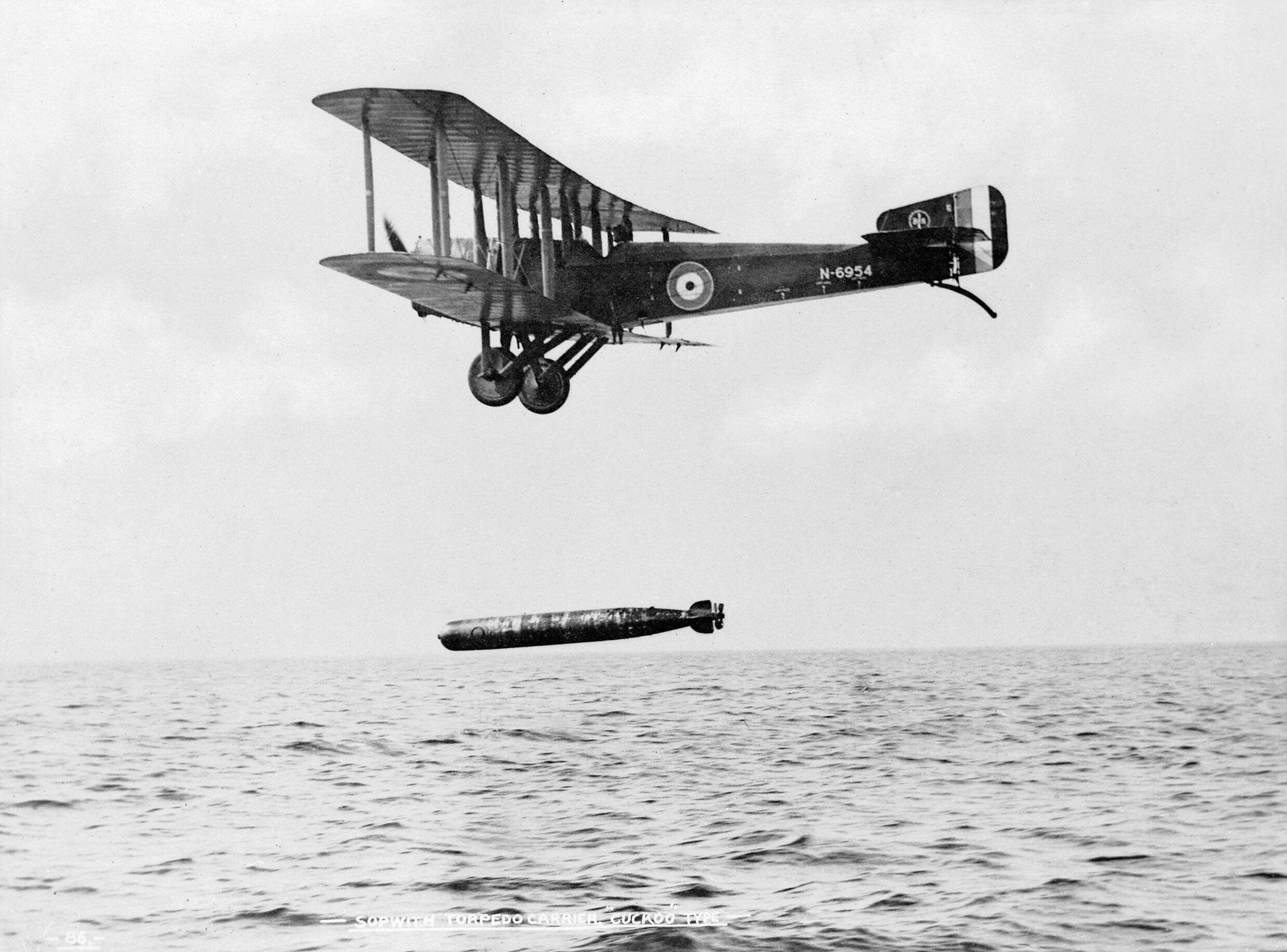
Sopwith Cuckoo torpedóvető repülőgép
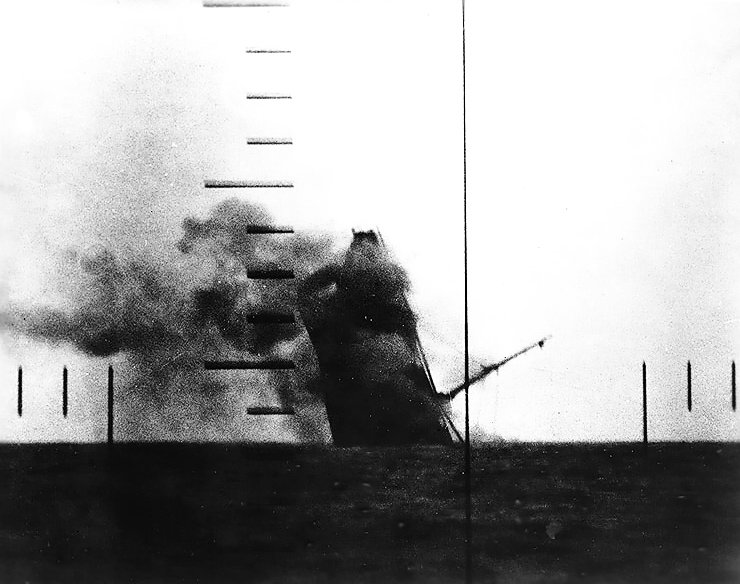
Japán kereskedelmi hajó torpedótalálatot kap egy amerikai tengeralattjárótól
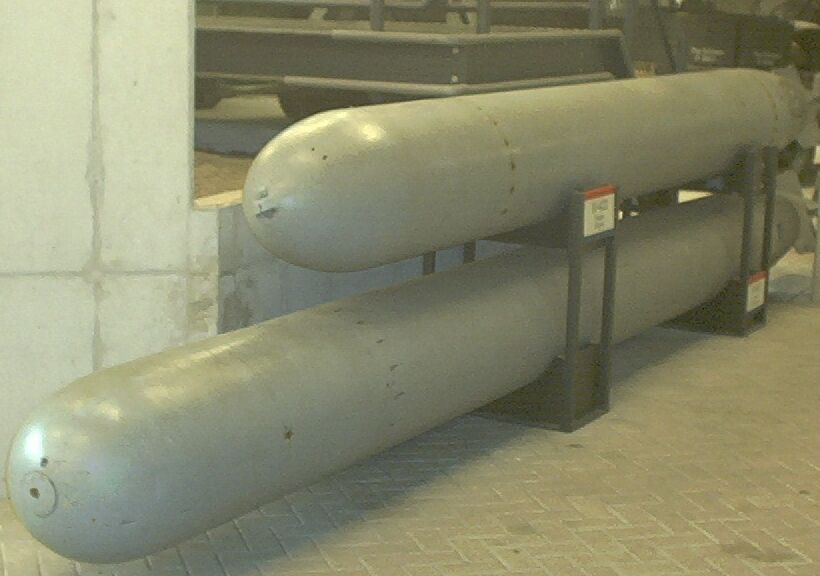
Angol torpedók a II. világháborúban
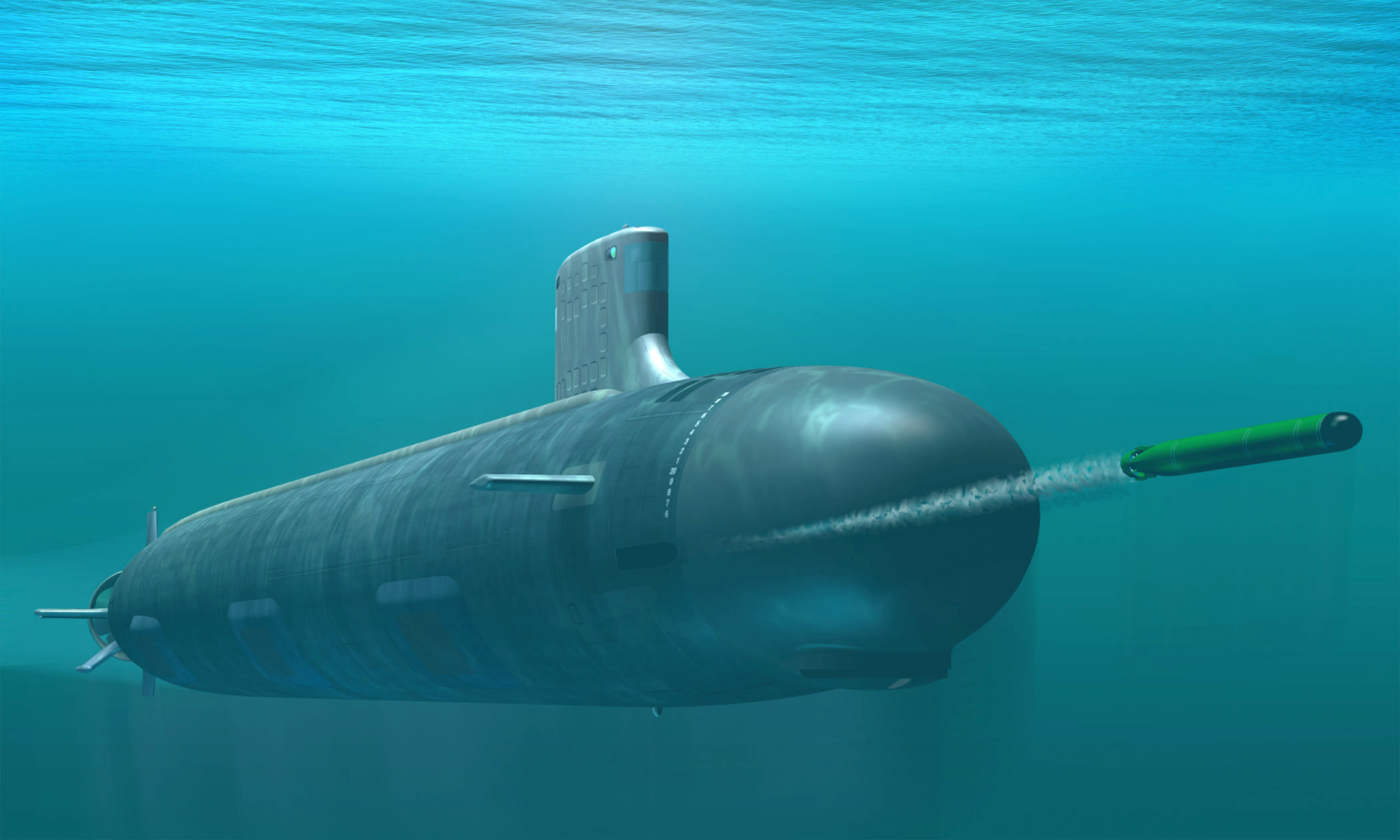
Az USS Virginia vadász-tengeralattjáró torpedót indít
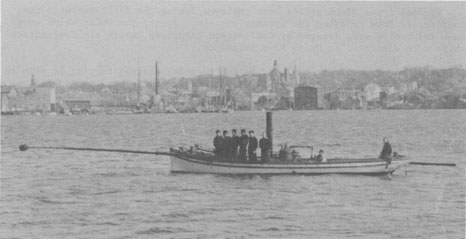
Torpedónaszád
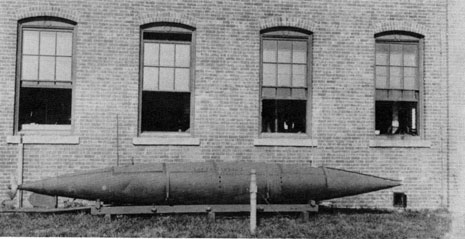
Lay torpedó
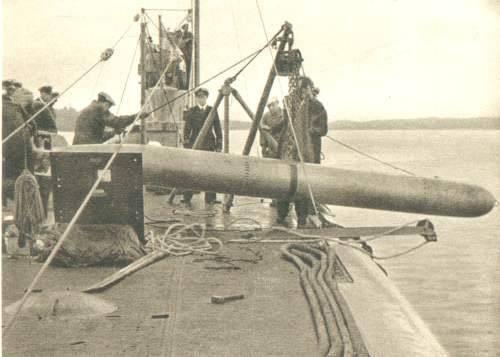
Finn torpedókísérletek az 1930-as években
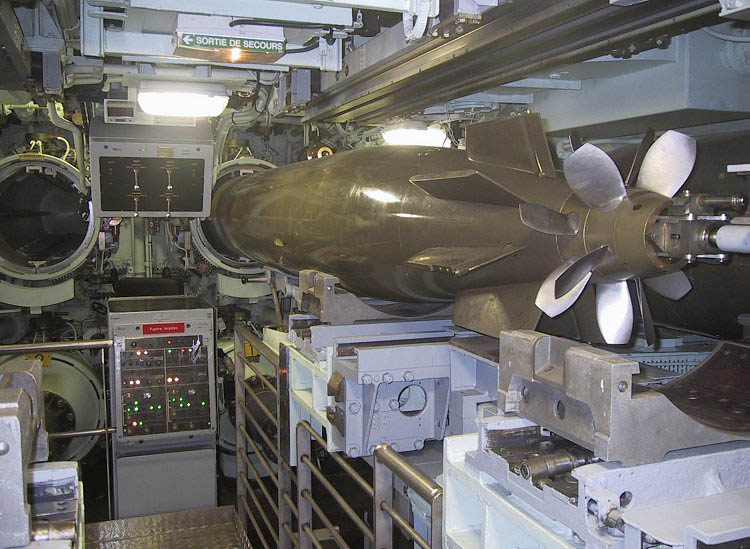
Le Redoutable francia atomtengeralattjáró torpedókamrája
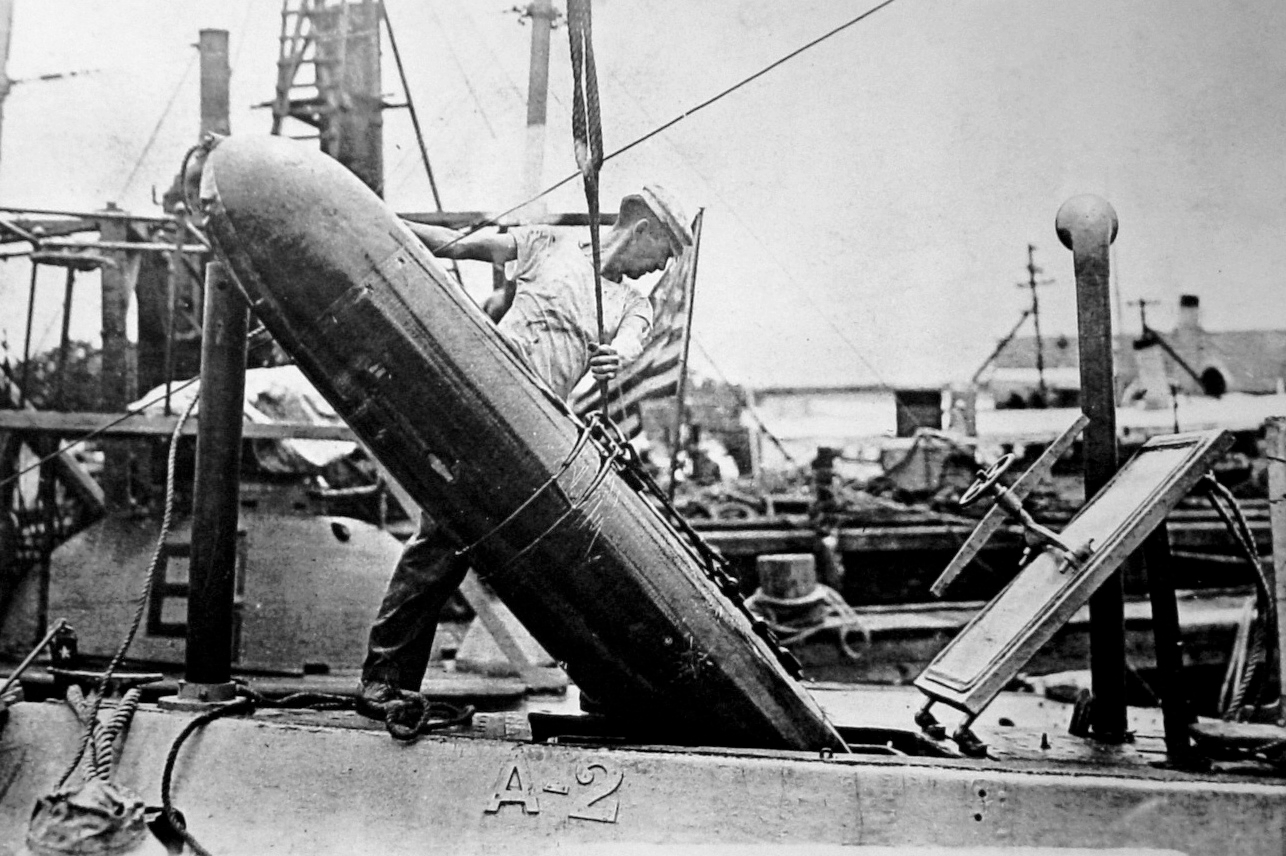
USS Ader tengeralattjáró (SS-3) feltöltése torpedóval
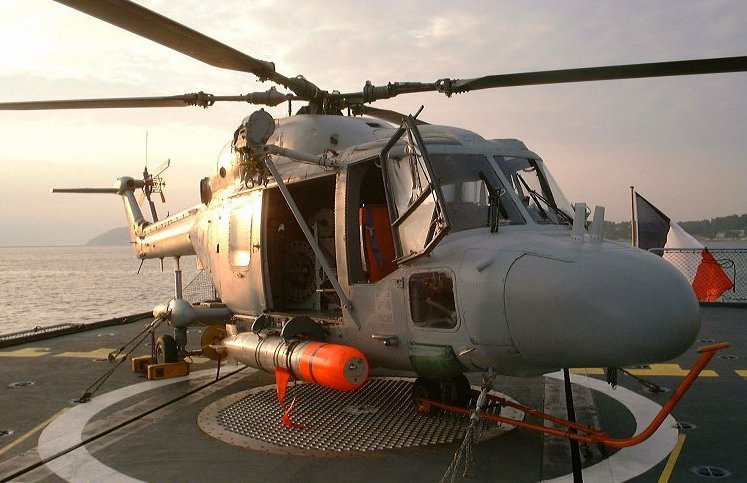
Lynx WG13 helikopter Mk46 torpedóval felszerelve
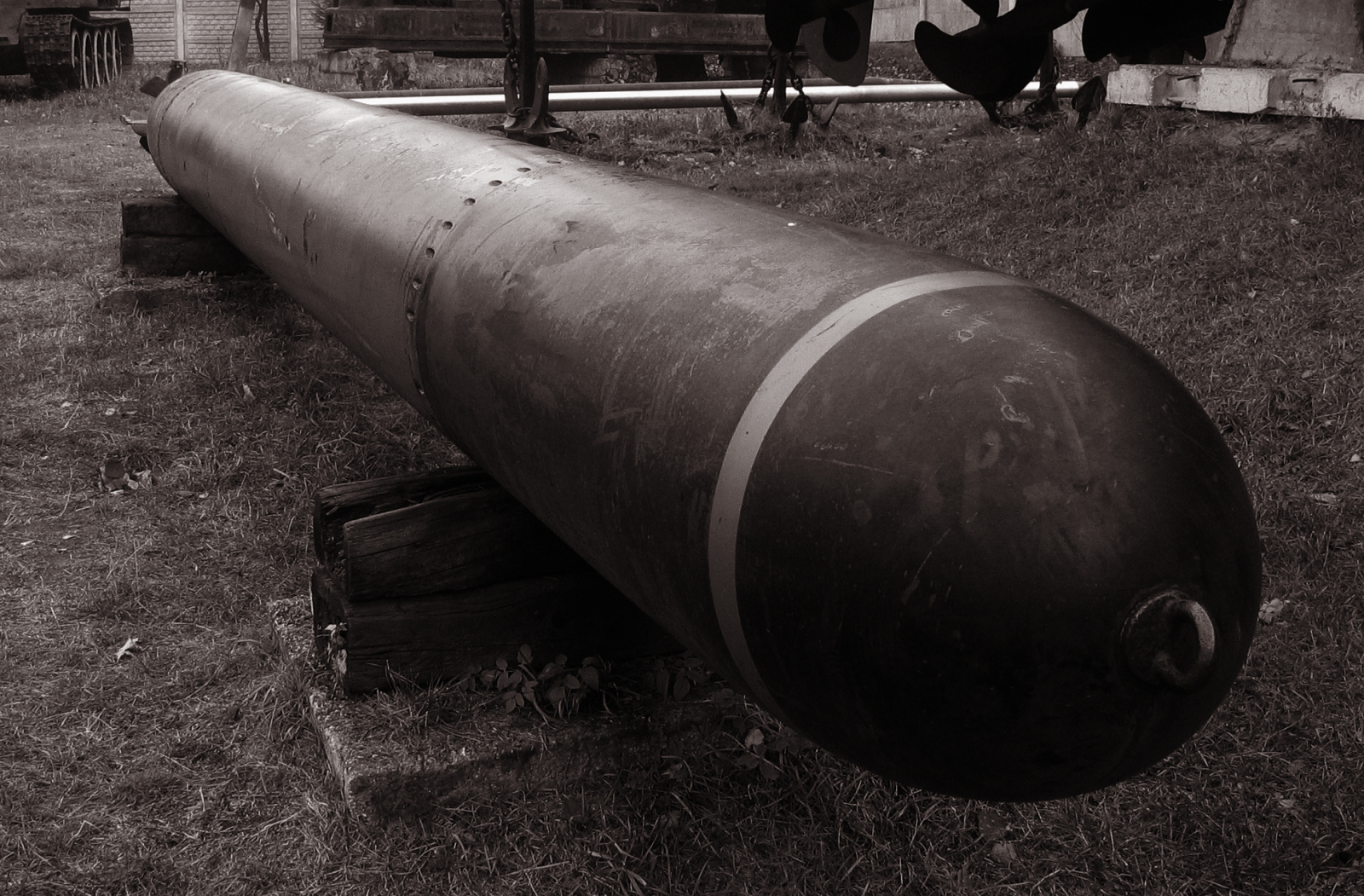
Elektromos hajtású 533 mm átmérőjű torpedó